# Defensa Anti Gas
Defensa Anti Gas SA war ein spanischer Hersteller von Gasmasken und Automobilen.

## Unternehmensgeschichte
Das Unternehmen aus Segovia stellte bereits in den 1930er Jahren Gasmasken her. 1951 begann es unter Leitung von Antonio Blanco mit der Entwicklung und 1954 mit der Produktion von Automobilen. 1956 endete die Automobilproduktion nach etwa 50 hergestellten Exemplaren. Der Markenname lautete Dagsa, abgeleitet vom Unternehmensnamen.

## Fahrzeuge
Das einzige Modell war ein Kleinstwagen mit vier Türen und vier Sitzen. Für den Antrieb sorgte ein Vierzylindermotor mit 500 cm³ Hubraum nach einer deutschen Lizenz, der vorne im Fahrzeug montiert war. Das Fahrzeug verfügte über ein Rolldach und ähnelte insgesamt dem Citroën 2 CV.